# Anatomia zwierząt
Anatomia zwierząt (czasem używana bywa nazwa zootomia, zoon- zwierzę) – gałąź szeroko pojętej anatomii, traktująca o anatomii szczegółowej poszczególnych gatunków zwierząt, jak również o anatomii porównawczej zwierząt.
Anatomia zwierząt odpowiada na szereg pytań, związanych przede wszystkim: z budową makroskopową i umiejscowieniem w organizmie zwierzęcia poszczególnych narządów, czy też układów. Bada również filogenezę narządów (czyli ich rozwój osobniczy), jak również wzajemne umiejscowienie narządów (anatomia topograficzna zwierząt). Ta ostatnia jest szczególnie ważna w przypadku weterynarii, gdzie został nawet wyodrębniony osobny przedmiot podczas studiów weterynaryjnych, gdzie młodzi adepci sztuki weterynaryjnej zajmują się zgłębianiem wiedzy na temat: wzajemnego umiejscowienia narządów w jamach ciała, czy też określaniem topografii miejsc wykonywania zabiegów chirurgicznych, np. iniekcji, biopsji, itp.
Porównywaniem pod kątem budowy, struktury, itp. narządów czy też całych układów narządowych u poszczególnych gatunków zwierząt zajmuje się anatomia porównawcza zwierząt. 
Anatomią poszczególnych organów i układów narządowych zwierząt trudni się anatomia szczegółowa zwierząt.
Przedmiot wykładany przede wszystkim na takich wydziałach, jak:
- Wydział Medycyny Weterynaryjnej
- Wydział Zootechniki

Dziedzina nauk weterynaryjnych mająca szczegółowo przygotować studenta weterynarii do nauk klinicznych, takich jak chociażby chirurgia weterynaryjna, czy też choroby wewnętrzne zwierząt.